# Д’Арси, Патрик
Граф Патрик д’Арси (фр. Patrick d'Arcy; 1725—1779) — инженер, физик и математик, член Парижской академии наук, французский бригадный генерал.

## Биография
Патрик д’Арси родился 27 сентября 1725 года в Галльвее, на западе Ирландии.
Патрик д’Арси воспитывался в столице Франции городе Париже, куда переехал к своему дяде, ибо на родине его семья подвергалась притеснениям из-за католической веры. Его образование было поручено французскому математику Жану-Батисту Клеро. Будучи другом его сына, тоже впоследствии блестящего французского математика Алекси Клода Клеро, Патрик с детства пристрастился к этой точной науке.
Большую часть своей молодости Патрик д’Арси провел в военных походах: так, в 1745—1746 году участвовал во Фландрской войне (в том числе в битве при Фонтенуа), а в 1757 году принимал непосредственное участие в Росбахском сражении, по результатам которого получил звание бригадного генерала.
Начиная с 1763 года практически всё своё свободное время Патрик д’Арси посвятил науке. Плодом его занятий стали ряд научных публикаций, которые внесли заметный вклад прежде всего в математику и физику (в основном в динамику, в разделах касающихся артиллерии, а также в исследовании электричества). Наибольшую известность ему принесли исследования в области Секторной скорости.
В 1777 году Патрик д’Арси женился на своей племяннице и тогда же получил титул графа. Он был щедрым покровителем ирландских беженцев во Франции.
Патрик д’Арси скоропостижно скончался 18 октября 1779 года в городе Париже от холеры.
В конце XIX — начале XX века на страницах Энциклопедического словаря Брокгауза и Ефрона была опубликована следующая информация:
«Разбор трудов А. помещен в похвальном слове ему, написанном знаменитым французским ученым Кондорсе, который был в то время секретарём Парижской академии наук. Ученые заслуги д’Арси с особенным уменьем и искусством выставлены в самом благоприятном свете, что делает честь Кондорсе, к которому д’А. всю жизнь питал нескрываемую вражду, нередко причиняя ему большие неприятности».